# Distrito de Balsas
El distrito de Balsas es uno de los veintiún distritos de la Provincia de Chachapoyas, ubicada en el Departamento de Amazonas, en el norte del Perú. Limita por el norte con la provincia de Luya; por el este con el distrito de Leimebamba; por el sur con el distrito de Chuquibamba y por el oeste con el departamento de Cajamarca.

## Historia
El distrito fue creado en la época de la independencia.
En los años 1920 toda la zona de Cajamarca Central estaba convulsionada por el bandolerismo y por la Rebelión de Chota de 1924. En el marco de estos sucesos, el 19 de marzo de 1924, el gobernador del pueblo de Balsas fue asesinado y la oficina telegráfica atacada a balazos. Para solucionar la acefalía mandaron al subprefecto de Celendín.

## Geografía
Tiene una superficie de 357,09 km² y una población estimada mayor a 1150 habitantes. Su capital es el centro poblado de Balsas.

## Autoridades

### Municipales
- 2023 - 2026[1]
  - Alcalde: Manuel Espinoza Zamora, de Alianza para el Progreso.

## Proyecto hidroeléctrico
El distrito de Balsas es el distrito de la provincia de Chachapoyas donde se desarrollará el proyecto de la Central Hidroeléctrica Chadín 2, que generará 700MW de energía renovable aprovechando la fuerza del agua del río Marañón.